# ترنابازی
تُرْنابازی نام یک بازی کهن ایرانی است که تا چندی پیش در ایران رواج عمومی داشت و در فرهنگ ایرانی و ادبیات فارسی به بازی «میر و وزیر» و «شاه و وزیر» شهرت یافته بود.

## ریشه‌شناسی
در زبان فارسی تُرنا به لُنگ یا کرباس به‌هم‌پیچیده و تاب‌داده‌شده‌ای گویند که با آن یکدیگر را می‌زنند. واژه تُرنا و صورت دیگر آن «طُرنا» در متون فارسی و فرهنگ‌های فارسی کهن نیامده‌است.

### ترنا بازی و درنا بازی
در میان بازی‌های کودکانه در ایران، یک بازی کاملاً متفاوت با ترنابازی که وسیله بازی آن کرباس یا لنگ به‌هم‌تابیده (دُرنا یا دُرنه) یا کمربند است، به نام «درنا» یا «درنه» «دورنه‌بازی» شهرت دارد. سعید نفیسی در معنای دُرنا می‌نویسد: «فوطه به‌هم‌پیچیده و تافته که بدان کسی را کتک زنند».
همچنین در فرهنگ‌های فارسی شرح نوعی بازی به نام «طُرّه‌بازی» آمده‌است که به احتمال بسیار به همین بازی «درنا بازی» اشاره دارد. واژه طُرّه احتمالاً صورت تغییریافته «دُرّه» به همین معنا در محاوره عمومی است. دُرّه، به احتمال بسیار، صورت فارسی محاوره‌ای واژه «دِرّه» زبان عربی است که پس از درآمدن به زبان فارسی به صورت‌های دُرّه و طُرّه (به قیاس با طُرّه به معنای زلف تابدار) تغییر یافته‌است.
«دِرّه» و «دُرّه» در عربی تازیانه و کرباس یا پوستی چند به‌هم‌تابیده را گویند که مردم را با آن بزنند (لغت‌نامه، ذیل دِرّه). عثمان مختاری در قصیده‌ای به دِرّه (تازیانهٔ) عمربن خطاب که همچون ذوالفقار (شمشیر) علی بن ابی‌طالب شناخته‌شده و معروف بود، اشاره می‌کند و می‌گوید:
| کفایت را زبانش ذوالفقار حیدری آمد |  | سیاست را نهادش باز همچون دِرّه عمّر |

ملک‌الشعرا بهار نیز به دِرّه عمر در این بیت اشاره دارد:
| نه بر کیفر باده‌خوردن از اول |  | به پور جوان دِرّه زد پیر ثانی |

بیشتر فرهنگ‌های فارسی واژه «دُرّه» را که مستعمل در میان فارسی‌زبانان بوده‌است به معنای پوستی چند که برهم دوزند و گناهکاران را به آن بزنند و گاه نقاره و دهل را بدان نوازند (یعنی دَوال) آورده‌اند. ملک‌الشعرا حکیم روحی گوید:
| همی زدند مرا غَرْچَگان سنگین‌دل |  | چو دُرّه بر دهل عید و پتک بر سندان |

نتیجه این‌که واژه «دِرّهٔ» عربی در فارسی با تبدیل آوای آغازین «e» به «o» به صورت «دُرّه» و احتمالاً در زبان محاوره مردم حرف «د» به «ت» تبدیل، و به صورت «تُرّه» و در ضبط مکتوب «طُرّه» (قس: طُرّهٔ مو) درآمده و در گویش‌های ایرانی رواج یافته‌است. احتمالاً این واژه در اثر کثرت استعمال در زبان مردم به صورت «دُرنه»، «تُرنَه» و «دُرنا» و «ترنا» درآمده‌است. دهخدا تُرنا را برگرفته از دِرّه و دُرّه تازی دانسته (لغت‌نامه، ذیل ترنا و دِرّه و دُرنه) و پروین گنابادی احتمال می‌دهد که یکی از دو واژه دُرنه فارسی و دُرّه عربی مأخوذ از دیگری باشد.
در میان عرب‌زبانان، کرباس و پارچهٔ تابیده‌ای که کودکان در نوعی بازی به کار می‌بردند و یکدیگر را با آن می‌زدند «مِخراق» و «مَخرقه» می‌نامیدند. المنجد (ص ۱۷۵) مخاریق را پارچهٔ تابیده‌ای معنا کرده که کودکان با آن بازی کنند و در ترجمه فارسی منجدالطلاب (ص ۱۲۹) به معنای ترنا آمده‌است (در تاج‌العروس نیز به «مخاریق الصبیان» اشاره شده‌است، ۷/۶۷).
با این وجود در مورد واژهٔ ترنا و سابقهٔ ترنابازی نظرات متفاوت و متعارضی وجود دارد. محمود استادمحمد — نمایش‌نامه‌نویس و کارگردان تئاتر و محقق در مورد ترنا — معتقد است ریشه‌های ترنا را در آیین میرنوروزی می‌توان جست و طره (تاب مو) ربطی به تُرنه ندارد. حسن شهرستانی، مرجعِ عاملِ ترنا و غزل در دوران کنونی، ترنابازی را از شاه وزیر بازی جدا می‌داند و شاه وزیر بازی یا بازیِ شاه و وزیر را در مقابل ترنا بازیچه‌ای بیشتر نمی‌داند و معتقد است آنچه که در فیلم‌های فارسی به نام ترنابازی نشان داده شده در واقع شاه وزیر بازی است نه ترنا. با این وجود، با توجه تحقیق علی بلوکباشی و مقایسهٔ آن با دیدگاه‌های حسن شهرستانی و محمود استادمحمد، اگر طره‌بازی و میر و وزیر همان شاه و وزیر بازی نباشند، تفاوت ماهوی چندانی هم با یکدیگر ندارند (با وجود شباهت‌هایی که با ترنه در بلوک‌های ساختاری شأن و مرتبهٔ کودکانه‌ای دارند).

## دیگر نام‌ها در فرهنگ‌ها و خرده‌فرهنگ‌ها
مردم ایران این بازی را در گویش‌های محلی خود به نام‌های مختلف می‌خوانند: تهرانی‌ها «ترنا بازی» و «شا وزیر بازی»، آشتیانی‌ها «دُرِنَ قاپی»، آذربایجانی‌ها «تِرّنا ویردی» (ترنا زدن)، قُمی‌ها «دِرْنابازی»، فشندکی‌ها «پادشا وازی»، دامغانی‌ها «پادِشَ وَزیرو»، فیروزکوهی‌ها «پادشا وَزیرْکا» («کا» به زبان مازندرانی و گویش فیروزکوهی به معنای بازی است)، بیرجندی‌ها «دُرنِ بازی» و «شابازی»، اصفهانی‌ها «قَمتُرِ بازی» (محمدعلی جمال‌زاده در کتاب سر و ته یک کرباس از این بازی با نام «قنطره‌بازی» یاد کرده و در یادداشت پانویس آن را ترنابازی تهرانی‌ها دانسته‌است، ۱/۲۲۵)، گنابادی‌ها «پادشا وَزیلَک»، گیلانی‌ها «گُدِرِ زَنِی» (گدره: کرباس تابیده)، شوشتری‌ها «قاب دِرنَ» و «پاشَ انداز» یا «پاشْاَنداز» («پاشَ» و «پاشَه» کوتاه‌شدهٔ پادشه و پادشاه‌است)، و بمی‌ها «تُرنَ بازی».

## تاریخچه
گزارش طبقات ناصری — تألیف سال ۶۵۸ ق — دربارهٔ پرداختن یعقوب لیث به بازی «امیر و وزیر» نشانی قوی از قدمت ترنا بازی و اشاره به نام قدیم و مشهور این بازی دارد. بنا بر این گزارش، هر هفته یک روز یعقوب لیث و برادرانش و جمعی از بزرگان در موضعی بیرون از شهر سجستان «چنانچه معهود جوانان باشد به لعب و تماشا مشغول بودندی و امیر و وزیر می‌باختند». روزی «یعقوب به لعب و بازی امیر شده بود و بر هرکس از موالی و اقربا و برادران خود، اسمی از ارکان ملک نهاد»
در آغاز ترنابازی در شمار بازی‌های کودکان و نوجوانان بود. چنان‌که گفته شده:
| هر دو روزی دیگری را پیش می‌آرد سلیم |  | می‌کند دوران چو طفلان بازی میر و وزیر |
| ***                                |  |                                      |
| به جنبش والیان طفل حقیرند          |  | شهانِ بازیِ میر و وزیرند               |

این بازی رفته‌رفته در میان گروه‌های سنی مردان جوان و میان‌سال و سالخورده نیز رایج شد. با پیدایش نهاد اجتماعی قهوه‌خانه در جامعهٔ ایران در دورهٔ صفویه و تجمع مردم از گروه‌ها و صنوف گوناگون در آن، این بازی به فضای قهوه‌خانه‌ها راه یافت و از سرگرمی‌های قهوه‌خانه‌نشینان، به‌ویژه در شب‌های دراز زمستان و شب‌های ماه رمضان شد.

## ابزار بازی و اصطلاحات
ابزار این بازی در میان بزرگ‌سالان معمولاً ترنا یا کمربند و قاب است. قاب (واژه‌ای ترکی و برابر آن در فارسی بُژُول یا بُجُول و شِتالَنگ است) یا قاپ، کشکک یا قاپکِ پاک و پرداخته‌شدهٔ دست و پای گاو و گوسفند است. در فرهنگ آنندراج قاب به معنای استخوان پا که در «قاب‌بازی» و بازی «میر و وزیر» به کار رود آمده و نوشته شده‌است که بازیکنان به سبب گرفتن قاب، میر و وزیر شوند و این بیت را از ملاطغرا نقل کرده‌است:
| گهی که بازی میر و وزیر طرح شود |  | نشان ز دزد نیابند درگرفتن قاب |

قاپ چهار بَر یا سطح دارد با برآمدگی‌ها و فرورفتگی‌هایی به نقش‌های گوناگون که در میان قاب‌بازان تهرانی به اسب، خر، جیک و بوک شهرت دارد. این چهار بر در بازی ترنا به ترتیب شاه (حکم‌دهنده)، وزیر (مجری حکم)، دزد و شیخ یا پوچ (نقشی که در بازی به‌شمار نمی‌آید) خوانده می‌شوند. اگر قاپ روی هیچ‌یک از چهار صورت بالا بر زمین ننشیند، اصطلاحاً می‌گویند «اُمبه» نشسته‌است. نقش امبه در بازی ترنا پذیرفته نیست مگر آن‌که بازیکنان در میان خود دربارهٔ امبه‌نشستن قاپ قراری گذاشته باشند.

## شیوهٔ بازی
در این بازی بازیکنان حلقه‌وار می‌نشینند، چنان‌که فضایی در میان آن‌ها باز باشد. ریش‌سفیدان، بزرگان و سادات در صدر جایگاه بازی می‌نشینند. کارپرداز بازی، یعنی قاپ و ترناگردان و تاوان‌گیر، با طلب صلوات از حاضران، قاپ را به یکی از پیش‌کسوتان یا ریش‌سفیدان یا سادات حاضر در میان جمع می‌دهد تا بیندازد. پس از او دیگران یکی پس از دیگری قاپ می‌اندازند. قاپ هرکس با نقش شاه بنشیند، شاهِ بازی می‌شود و فرمان یا حکم بازی با اوست. پس از گزینش شاه، هرکس قاپش وزیر بنشیند، منصب وزارت را بر عهده می‌گیرد.
اگر در نخستین دورِ قاپ‌انداختن، قاپ چند تن شاه یا وزیر بنشیند، منصب پادشاهی را به بزرگ‌ترین و محترم‌ترین بازیکنی که قاپش شاه نشسته، یا به کسی که سید است می‌سپارند. شاهِ برگزیده یکی را از میان بازیکنانی که قاپشان وزیر نشسته، به وزیری انتخاب می‌کند. پس از آن، وزیر کسی را که قاپش دزد بنشیند به شاه معرفی کرده و پس از بیان مطالبی نمادین دربارهٔ نوع دزدی او، حکم مجازاتش را از شاه می‌خواهد.
شاه بر صندلی که به عنوان صندلی شاهانه تعبیه شده بود تکیه می‌زد و وزیر هم پارچه یا ترنا را به دست می‌گرفت. شاه دستور می‌داد و یکی را از میان جمعیت بلند کرده و به وسط قهوه‌خانه می‌آورد و نفر انتخاب‌شده خم شده، سپس دست‌های خود را باز کرده و کف دست خود را نشان می‌داد. در این هنگام شاه بهانه‌ای می‌تراشید و به وزیر دستور می‌داد به آن شخص ترنا بزند و وزیر مشغول زدن می‌شد.
در مجازات دزد تنبیه‌های گوناگونی به کار برده می‌شود که شلاق‌زدن با ترنا بر کف دست یا به پشت بازیکن، نوعی از این تنبیه‌هاست. در این مجازات وزیر ترنا را به کف دستِ «پیش‌شده» (خوانده) می‌زند. اگر بازیکنی که نقش دزد می‌آورد صدایی خوش و نیکو داشته باشد، به حکم شاه به «غزل‌خوانی» وادار می‌شود. خریدن شیرینی و میوه و زولبیا و بامیه در ماه رمضان و دادن چای به تعداد کسانی که در قهوه‌خانه نشسته‌اند و فرستادن صلوات‌های مکرر از دیگر حکم‌های شاه‌است. وقتی قاپ سادات یا بزرگان و محترمان محل دزد می‌نشست، معمولاً به احترام آنان، به حکم شاه همه یک‌صدا صلوات می‌فرستادند. این افراد در بازی ترنا به «آدم صلواتی» معروف بودند. گاهی از مجازات و تنبیه کسی هم که کار نیک و ایثارگری و جوانمردی کرده بود، چشم می‌پوشیدند.
در این بازی همچنین جریمه‌هایی همچون سبیل‌کشیدن، سماورکردن و اطوکشیدن وجود داشت. در سماورکردن وزیر پشت دزد می‌ایستد و گوش‌های او را چون دو دستهٔ سماور می‌گیرد و به سوی بالا می‌کشد. در اطوکشیدن وزیر کف دست خود را بر خلاف خواب موی سر دزد می‌کشد. اطوکشیدن و سبیل‌کشیدن و سماورکردن در دو حالت آتشی و پنبه‌ای اجرا می‌شد.
در بیشتر مواقع و پس از انداختن قاپ شخص کم‌رو و کم‌سن و سالی به عنوان شاه یا وزیر انتخاب می‌شد و چون خود را لایق نمی‌دانست مقام خود را به بزرگتر حاضر در جلسه یا کسی که در ترنا بازی و خنداندن مردم تبحر داشت تفویض می‌کرد. گاهی اوقات نیز اتفاق می‌افتاد که آدمی ضعیف ولی پررو شاه می‌شد و بر مسند پادشاهی تکیه می‌زد و آنوقت بود که صدای خنده گوش فلک را کر می‌کرد و شاه هم به صغیر و کبیر رحم نکرده و دستور ترنا زدن به تمامی حاضران در قهوه‌خانه حتی اندک پیرمردان را هم صادر می‌کرد.

## مفاهیم
در ترنا تک‌گویی بر مبنای گفت‌وشنود است نه گفت‌وگو. در این بازی همچنین حکم برگشت ندارد و هرچه حاکم حکم می‌کند باید اجرا شود. محمود استادمحمد معتقد است ریشهٔ «ترنا بازی» به سخنوری می‌رسد، پس اگر به این بازی نگاهی منفی داشته باشیم، می‌توان گفت که در سخنوری با کلام حریف را ضربه می‌کنند، در حالی که در «ترنا بازی» با شلاق این کار را انجام می‌دهند.

## فضاهای بازی
در ماه رمضان پس از نماز بزرگان با اهل خانواده به شب‌نشینی می‌رفتند و اگر هم تابستان بود چندین خانواده با هم به یکی از پارک‌های شهر رفته و جوانان محل هم‌راهی قهوه‌خانه‌ها شده و بساط بازی ترنا را فراهم می‌کردند. این بازی که از ساعت ۱۰ شب آغاز می‌شد گاهی تا قبل از سحر هم ادامه می‌یافت و بعد از اتمام آن همه راهی خانه‌های خود می‌شدند.
در قهوه‌خانه‌هایی که پاتوق پهلوانان، ورزشکاران و زورخانه‌کاران متدین و خوش‌نام بود و بزرگان و ریش‌سفیدان محله‌ها نیز شرکت می‌کردند، بازی ترنا فضایی روحانی و معنوی پدیدمی‌آورد و بازی حالتی عارفانه می‌یافت. در این مجامع بازی غالباً با فرستادن صلوات و غزل‌خوانی و مرثیه‌خوانی و پخش شیرینی و چای همراه بود. اگر در این جمع بازیکنان اطلاع می‌یافتند که کسی از طریق پهلوانی و مردانگی و لوطی‌گری خارج شده و احیاناً خطایی در محله کرده‌است، خطای او از چشم بزرگان مجلس پوشیده نمی‌ماند و اگر قاپش دزد می‌نشست، شاه دستور به تنبیه و شلاق‌زدنش می‌داد. گاهی برای ممانعت از تنبیه، ریش‌سفیدی یا پهلوانی از میان جمع وساطت می‌کرد و ریش گرو می‌گذاشت و از جانب او ضمانت می‌کرد که دیگر کار ناشایست و ناروا نکند. برعکس این جماعت، ترنابازی در میان لوطیان بزن‌بهادر و جاهلان شریر فضایی خشونت‌آمیز پدیدمی‌آورد و هر بازیکنی که شاه یا وزیر می‌شد در صدد واکندن خرده‌حساب‌های شخصی از دیگران بود.
این نمایش تنها یک ماه در سال در تمام محله‌ها اجرا می‌شد و از سر شب آغاز و تا سحر ادامه پیدا می‌کرد و تک‌تک بازیگران آن از مردم محل انتخاب می‌شدند. این بازی با تأکید بر برابری و همدلی اجرا می‌شد که در آن برای نیازمندان هر محله کمک‌هایی گردآوری می‌شد و به اعتقاد محمود استادمحمد با این کار بسیاری از مشکلات یک محله در این اجرا حل می‌شد.

## پی‌نوشت
1. ↑  کاظم موسوی بجنوردی و  علی بلوکباشی، «ترنا بازی»، دائرةالمعارف بزرگ اسلامی.
2. ↑  موسوی بجنوردی و  بلوکباشی، «ترنا بازی»، دائرةالمعارف بزرگ اسلامی.
3. ↑  موسوی بجنوردی و  بلوکباشی، «ترنا بازی»، دائرةالمعارف بزرگ اسلامی.
4. ↑  موسوی بجنوردی و  بلوکباشی، «ترنا بازی»، دائرةالمعارف بزرگ اسلامی.
5. ↑  موسوی بجنوردی و  بلوکباشی، «ترنا بازی»، دائرةالمعارف بزرگ اسلامی.
6. ↑  موسوی بجنوردی و  بلوکباشی، «ترنا بازی»، دائرةالمعارف بزرگ اسلامی.
7. ↑  مختاری، دیوان، ۱۲۴.
8. ↑  موسوی بجنوردی و  بلوکباشی، «ترنا بازی»، دائرةالمعارف بزرگ اسلامی.
9. ↑  بهار، نصیحت به جوانان، ۱۷۲.
10. ↑  موسوی بجنوردی و  بلوکباشی، «ترنا بازی»، دائرةالمعارف بزرگ اسلامی.
11. ↑  انجو شیرازی، فرهنگ جهانگیری؛ ج۱، ۹۹۱ (نیز نک: برهان قاطع، ۲/۸۴۵).
12. ↑  موسوی بجنوردی و  بلوکباشی، «ترنا بازی»، دائرةالمعارف بزرگ اسلامی.
13. ↑  موسوی بجنوردی و  بلوکباشی، «ترنا بازی»، دائرةالمعارف بزرگ اسلامی.
14. ↑  داوری، «نگاهی به مراسم ترنا…»، ایران تئاتر.
15. ↑  داوری، «نگاهی به مراسم ترنا…»، ایران تئاتر.
16. ↑  داوری، «نگاهی به مراسم ترنا…»، ایران تئاتر.
17. ↑  داوری، «نگاهی به مراسم ترنا…»، ایران تئاتر.
18. ↑  موسوی بجنوردی و  بلوکباشی، «ترنا بازی»، دائرةالمعارف بزرگ اسلامی.
19. ↑  بلوکباشی، بازی‌های کهن در ایران، ۷۲.
20. ↑  منهاج سراج، طبقات ناصری؛ ج۱، ۱۹۷–۱۹۸.
21. ↑  موسوی بجنوردی و  بلوکباشی، «ترنا بازی»، دائرةالمعارف بزرگ اسلامی.
22. ↑  موسوی بجنوردی و  بلوکباشی، «ترنا بازی»، دائرةالمعارف بزرگ اسلامی.
23. ↑  شاد، آنندراج، ذیل قاب.
24. ↑  موسوی بجنوردی و  بلوکباشی، «ترنا بازی»، دائرةالمعارف بزرگ اسلامی (برای چگونگی نقش سطح هریک از این چهار بَر، نک: محمدامین میرزا (ابوالقهار)، قمارخانه، به کوشش میرزامحمد ابراهیم مشتری، گ ۸۴؛ نیز نک: حسین جهانشاه، قاپ‌بازی در ایران، تهران: وزارت فرهنگ و هنر. ادارهٔ فرهنگ عامه، ۱۳۵۰، صص۲–۳).
25. ↑  موسوی بجنوردی و  بلوکباشی، «ترنا بازی»، دائرةالمعارف بزرگ اسلامی.
26. ↑  موسوی بجنوردی و  بلوکباشی، «ترنا بازی»، دائرةالمعارف بزرگ اسلامی.
27. ↑  موسوی بجنوردی و  بلوکباشی، «ترنا بازی»، دائرةالمعارف بزرگ اسلامی.
28. ↑  «ترنا بازی آئین…»،  مهر.
29. ↑  «ترنا بازی آئین…»،  مهر.
30. ↑  موسوی بجنوردی و  بلوکباشی، «ترنا بازی»، دائرةالمعارف بزرگ اسلامی.
31. ↑  داوری، «نگاهی به مراسم ترنا…»، ایران تئاتر.
32. ↑  موسوی بجنوردی و  بلوکباشی، «ترنا بازی»، دائرةالمعارف بزرگ اسلامی.
33. ↑  داوری، «نگاهی به مراسم ترنا…»، ایران تئاتر.
34. ↑  «ترنا بازی آئین…»،  مهر.
35. ↑  «ترنا بازی آئین…»،  مهر.
36. ↑  داوری، «نگاهی به مراسم ترنا…»، ایران تئاتر.
37. ↑  «با اجرای «ترنابازی»...»،  ایسنا.
38. ↑  «ترنا بازی آئین…»،  مهر.
39. ↑  «ترنا بازی آئین…»،  مهر.
40. ↑  موسوی بجنوردی و  بلوکباشی، «ترنا بازی»، دائرةالمعارف بزرگ اسلامی.
41. ↑  «با اجرای «ترنابازی»...»،  ایسنا.
42. ↑  موسوی، «تلاش کردیم ترنابازی را…»، ایسنا.
43. ↑  «با اجرای «ترنابازی»...»،  ایسنا.